# Delta Volhy

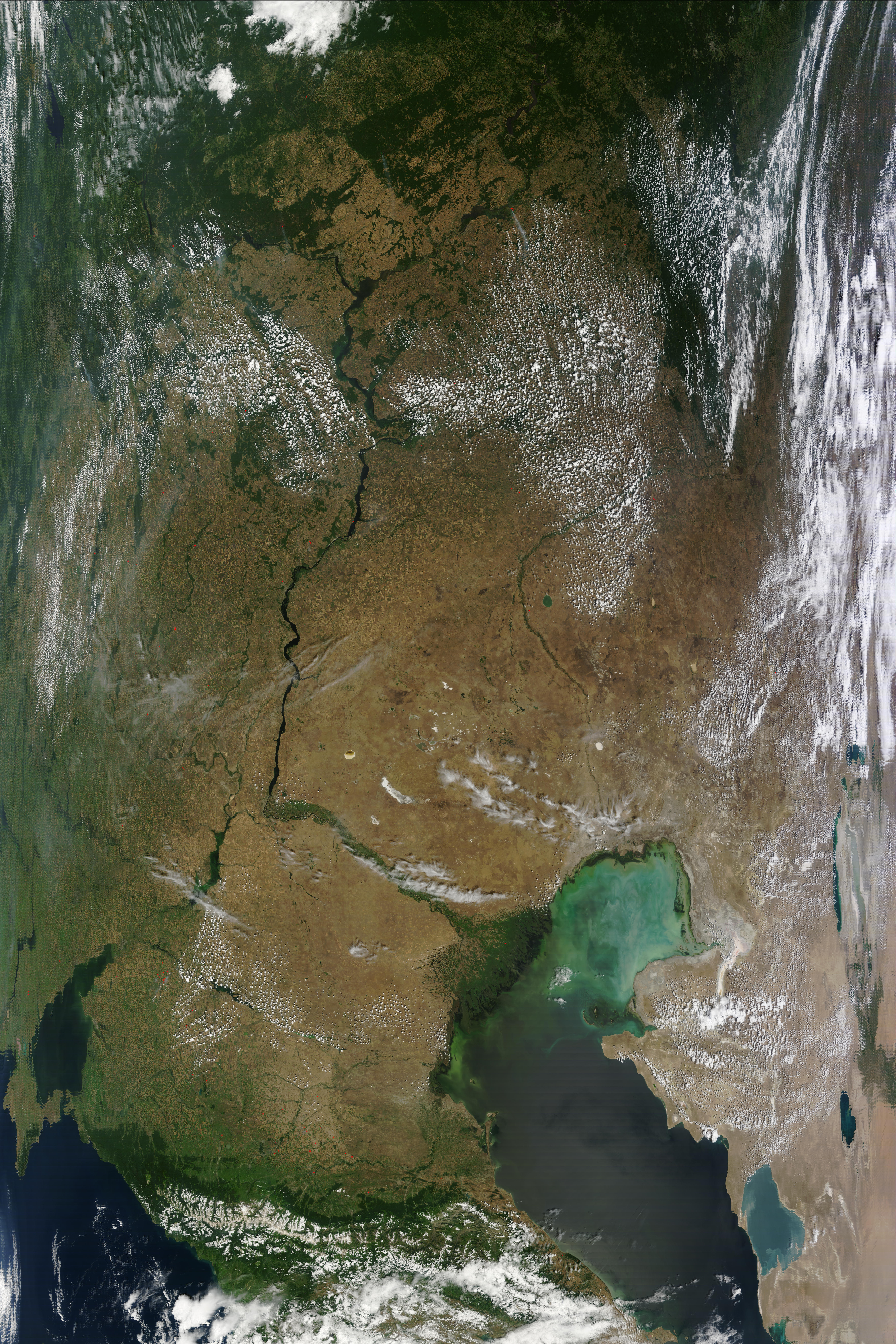
Satelitní snímek, na kterém je ústí Volhy v dolní části uprostřed, delta odtud sahá daleko směrem doleva nahoru

Delta Volhy je největší říční delta Evropy a zároveň největší delta Kaspického moře, do kterého se Volha vlévá. Leží v Kaspické proláklině, z větší části v Astrachaňské oblasti Ruské federace, menší východní část leží v Atyrauské oblasti na západě Kazachstánu.
Rozloha delty je 27 224 čtverečních kilometrů. Začíná už u města Volžskij přibližně dvacet kilometrů severně od Volgogradu, kde se z Volhy odděluje jako její rameno řeka Achtuba. Další významná pojmenovaná ramena jsou Buzan, Bachtěmir, Kamyzjak, Staraja Volga, Bolda a Kigač.